# L'Ingénue perverse
Pour plus de détails, voir Fiche technique et Distribution.
L'Ingénue perverse (Madame und ihre Nichte) est un film érotique ouest-allemand réalisé par Eberhard Schröder et sorti en 1969.
Il s'agit d'une adaptation de la nouvelle Yvette écrite par Guy de Maupassant.

## Synopsis
Michelle von Obardi est une dame d'âge moyen qui a un amant beaucoup plus âgé qu'elle, Georg von Hallstein, directeur général d'une entreprise. Tandis qu'il lui susurre à l'oreille des déclarations d'amour successives au lit, la pragmatique dame a bien d'autres choses en tête. Soudain, le vieil homme meurt pendant leurs ébats et Michelle doit rapidement quitter le magnifique manoir enneigé de son amant pour retourner en ville, car le majordome du défunt a informé l'épouse de l'infidèle, conformément à son devoir. Sur le chemin du retour, dans la Mercedes avec chauffeur de son amant décédé, Michelle s'en veut de ne pas avoir davantage dépouillé Georg de son vivant, car elle doit maintenant se préoccuper plus qu'elle ne le voudrait du financement de son avenir. Arrivée à Munich, Madame von Obardi est à la recherche de sa fille Yvette, qu'elle s'obstine cependant à faire passer pour sa nièce afin de dissimuler son âge réel. Malgré l'esprit libertin de ses congénères, Yvette aime se montrer pudique, mais elle n'en est pas moins très intelligente. Elle n'étudie pas, comme le souhaiterait sa mère, mais passe à ce moment-là un rendez-vous avec un photographe spécialisé dans les photos érotiques. Elle insiste néanmoins : « pas de photos de nu ! ».
Le fils de Georg et héritier de la fortune familiale, Peter von Hallstein, serait cependant un bon remplaçant pour Madame Obardi, pense cette dernière, mais il ne semble pas trop intéressé par un engagement ferme, et encore moins avec une femme nettement plus âgée. La trentenaire parvient certes à séduire Peter, mais elle surestime son influence sur lui. De plus, elle est confrontée à une concurrence féroce ... en la personne de sa fille, qui s'annonce comme sa nièce, bien roulée et nettement plus jeune qu'elle. Yvette a en effet elle-même jeté son dévolu sur le beau gosse intelligent qui correspond tout à fait à ses goûts. Le mannequin, qui fait partie du milieu mondain munichois, doit cependant apprendre que son seul attrait ne suffit pas à rendre Peter von Hallstein docile. Elle demande conseil à l'ami de la famille, le Dr Fink. Ensuite, Yvette développe sa propre stratégie prometteuse et commence à se rendre intéressante pour Peter : Elle joue tantôt la séductrice, tantôt la timide sainte-n'y-touche. Peter aime ces différentes facettes d'Yvette et commence à se laisser prendre à son jeu. Mais avec sa stratégie, Yvette se met en travers de la route de sa mère, qui veut absolument faire de Peter le financier de son avenir. Mais à la fin, la beauté et la ruse de la jeunesse l'emportent, sa pudeur proclamant qu'il faut attendre le mariage pour avoir des relations sexuelles. Yvette est en robe de mariée et fait un clin d'œil significatif au spectateur depuis l'écran.

## Fiche technique
- Titre original : Madame und ihre Nichte[1]
- Titre français : L'Ingénue perverse[2]
- Réalisation : Eberhard Schröder
- Scénario : Werner P. Zibaso
- Photographie : Klaus Werner (de)
- Montage : Herbert Taschner (de)
- Musique : Gert Wilden
- Décors : Herta Hareiter
- Production : Wolf C. Hartwig, Ludwig Spitaler, Fred Zenker
- Société de production : Rapid-Film GmbH (Munich), Hape-Film GmbH & Co. Produktionsgesellschaft (Munich)
- Pays de production :  Allemagne de l'Ouest
- Langue originale : allemand
- Format : couleur - 1,66:1 - Son mono - 35 mm
- Genre : film érotique
- Durée : 87 minutes
- Dates de sortie : 
  - Allemagne de l'Ouest : 9 mai 1969
  - France : 9 juin 1971[2]
  - Belgique : 1972

## Distribution
- Ruth Maria Kubitschek : Michelle von Obardi
- Edwige Fenech : Yvette
- Fred Williams : Peter von Hallstein
- Rainer Penkert : Jochen Reiter
- Karl Walter Diess : Dr. Fink
- Ini Assmann : Amélie
- Valérie Antelmann : Sophie
- E. O. Fuhrmann : Bijoutier
- Robert Naegele : Karl
- Ann Hellstone : Karin
- Hansi Lohmann : Masseuse
- Rosl Mayr :

## Production
Le film L'Ingénue perverse, tourné dans les premières semaines de l'année 1969 dans une Allemagne hivernale, marque les débuts en tant que réalisateur de long métrage de l'assistant-réalisateur Eberhard Schröder et est projeté pour la première fois le 9 mai 1969.
Les décors du film sont l'œuvre de Herta Hareiter. Ludwig Spitaler a pris en charge la direction de la production. L'ancienne épouse du producteur Hartwig, l'ex-actrice Dorothee Parker, inactive depuis 1964, trouva brièvement un emploi sur ce film en tant qu'assistante de réalisation de Schröder.
Avec le succès de ce film, Eberhard Schröder s'est établi comme spécialiste des films érotiques.
La nouvelle de Maupassant Yvette avait déjà été adaptée en 1927 en France par Alberto Cavalcanti avec Yvette et en 1937/38 dans le Troisième Reich par Wolfgang Liebeneiner.